# Peter Schneider
Peter Schneider é um produtor de cinema e teatro, destacando-se como o primeiro presidente da Walt Disney Feature Animation para a Walt Disney Company a partir de 1985 a 1999, e foi responsável por ajudar a restaurar o departamento de animação e algumas das criações mais aclamadas e de maior bilheteria da Disney Animation. Estes filmes incluem  Who Framed Roger Rabbit (1988), A Pequena Sereia (1989), Beauty and the Beast (1991), Aladdin (1992), e O Rei Leão (1994).
Schneider também selou um acordo que criou a altamente bem-sucedida parceria entre a Pixar e a Disney.[carece de fontes?]
Ele foi promovido a chefe do estúdio, em 1999. Em 2001, Schneider saiu da Disney para formar a sua própria produção de teatro empresa. Sua primeira grande produção, desenvolvida em associação com Michael Reno, foi Sister Act que abriu no London Palladium, em 2009. Peter formou-se pela Universidade de Purdue, em 1972, em teatro.
Junto com o produtor Don Hahn, Schneider produziu um documentário intitulado" Waking Sleeping Beauty , em 2009, sobre o renascimento da Disney durante a década de 1980 e início da década de 1990.
Schneider também é um campeão de bridge, depois de ter ganho o World Transnational Open Teams Championship em 2005. Ele possui o título de Mestre World Life da World Bridge Federation (WBF).